# Iŋ (digramme)
Cette page contient des caractères spéciaux ou non latins. S’ils s’affichent mal (▯, ?, etc.), consultez la page d’aide Unicode.
Iŋ (minuscule iŋ) est un digramme de l'alphabet latin composé d'un I et d'un Eng (Ŋ).

## Linguistique
- En bassa, le digramme « iŋ » note la voyelle [i] nasalisée. La lettre I cédille (I̧) peut avoir la même utilisation.

## Représentation informatique
Comme la majorité des digrammes, il n'existe aucun encodage de Iŋ sous un seul signe, il est toujours réalisé en accolant un I et un Ŋ,.